# Säll du som menlös fann din grav
Säll du som menlös fann din grav är en kristen psalm. Texten är skriven av Johan Olof Wallin.

## Publicerad i
- 1819 års psalmbok, som nummer 493 under rubriken "Med avseende på de yttersta tingen. Begravningspsalmer. Vid ett barns begravning".
- Den svenska psalmboken 1937, som nummer 582 under rubriken "H. De yttersta tingen: 2. Det kristna hoppet inför döden".